# Нимфалиды
Нимфали́ды (лат. Nymphalidae) — семейство чешуекрылых, состоящее из около 6100 видов. Название семейству впервые было дано немецким зоологом, ботаником и специалистом по мезоамериканским языкам, Константином Самуэлем Рафинеск-Шмальцем. Основным отличительным признаком представителей семейства нимфалид является укороченная передняя пара ног. Данный признак наблюдается практически у всех таксонов семейства, за редким исключением.

## Общая характеристика

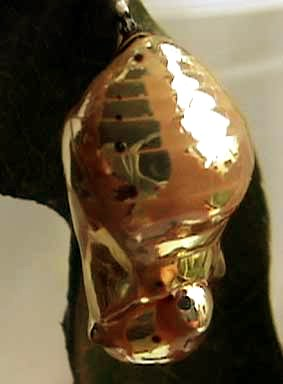
Куколка Euploea core

Бабочки средних и крупных размеров. Размах крыльев представителей семейства 25—180 мм, у большинства — 50—80 мм. Бабочки из этого семейства характеризуются богатым разнообразием окраски и рисунка крыльев. Наиболее ярко и пёстро окрашены представители подсемейства Nymphalinae. Нижняя сторона крыльев часто покровительственной окраски, порой подражающая сухим листьям и другим сухим растительным остаткам.
Голова округлая. Глаза голые или волосистые. Усики головчатые или булавовидные, достигающие половины костального края переднего крыла. Губные щупики большие и мощные, с коротким концевым сегментом, косо торчащие вперед. Грудь мощная и развитая.

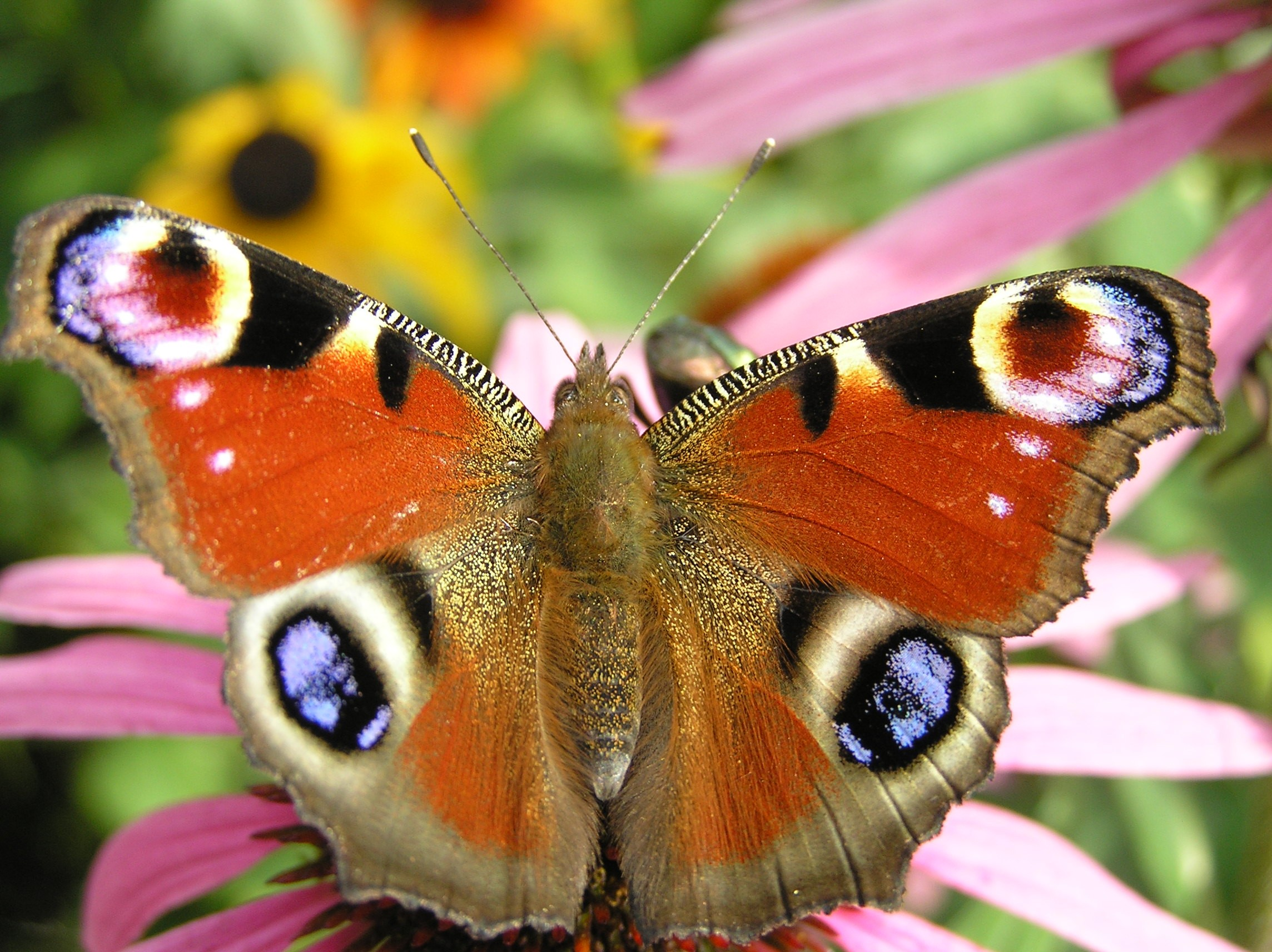
Павлиний глаз (Inachis io)

Отличительной особенностью представителей семейства являются передние ноги, которые и у самцов и самок редуцированы (недоразвиты) и не используются при хождении. Передние ноги лишены коготков и покрыты густыми волосками. Задние голени с одной парой шпор. Крылья широкие, их наружный край часто с угловатыми выступами или зазубринами. Переднее крыло треугольной формы, с выпуклым, несколько вогнутым или зубчатым (волнистым) внешним краем. На переднем крыле жилки R3, R4 и R5 ответвляются от общего ствола, который берёт начало от внешнего края центральной ячейки. В ряде случаев от этого же ствола ответвляется и жилка R2 (Melitaeinae). Жилка R3 доходит к вершине крыла, a R4 и R5 — к внешнему краю. Жилка R1 имеет самостоятельное начало от переднего края центральной ячейки. Сама центральная ячейка замкнутая (кроме Neptis). Анальная жилка одна. Заднее крыло округлой или угловатой формы, с двумя развитыми анальными жилками. Центральная ячейка заднего крыла не замкнутая (кроме Argynninae). Задние крылья, например у хараксиновых могут иметь «хвостики».
Брюшко узкое и короткое. Гениталии самцов характеризуются значительным разнообразием, а иногда и высокой сложностью строения. Тегумен относительно крупный, имеет вид купола, сильно выступает вперёд. Ункус может иметь разнообразное строение — от сложного у некоторых Argynninae до полной редукции у Melitaeinae. Части гнатоса не всегда хорошо дифференцируются, иногда отсутствуют. Саккус короче ункуса, у Melitaea он уплощенный, имеет различную форму центральной вырезкой. Вальва широкая либо, со сложной структурой внутренней поверхности у Argynninae, мощно развитыми гарпами и характерным отростком у Melitaea. Эдеагус прямой или изогнутый, имеет заостренную или тупую вершину. Для строения гениталий самок характерно разнообразие строения вагинальной области. Генитальная пластинка не всегда дифференцируется. Бурса перепончатая, всегда без аппендикса.

## Особенности биологии и экологии
Почти все нимфалиды — активные посетители цветущих растений. Ряду видов из семейства для жизнедеятельности необходимы микроэлементы, в первую очередь натрий. Они охотно летят на влажную минеральную глину, на экскременты и мочу крупных животных, влажный древесный уголь, человеческий пот — откуда получают влагу и необходимые микроэлементы. Часто самцы данных видов собираются группами на влажном песке и глинистых почвах, по берегам ручьёв, возле луж.
Гусеницы средних или крупных размеров, 30—50 мм длиной, различной окраски — от тёмных цветов до зелёной, с различным рисунком, умеренно волосистые, с шипами или выростами на теле. Гусеницы младших, а иногда и средних возрастов часто живут группами, однако есть и такие, которые живут поодиночке. Питаются травами, листьями кустарников и деревьев, в том числе плодовых, иногда нанося заметный вред. Куколки угловатые или в бугорках, висят на листе или стебле кормовых растений или рядом с ними на субстрате.
Для некоторых нимфалид характерно территориальное поведение, как правило, отмечаемое у самцов. При этом они могут занимать в ожидании самок наивысшую точку ландшафта, либо же облетать свой участок обитания. Часто что со своих территориальных участков эти самцы прогоняют не только других самцов своего вида, но и представителей других видов бабочек со схожей окраской. В ряде случаев самцы воспринимают в качестве соперников неодушевлённые предметы соизмеримые с бабочками их вида размерами и цветом — например, данное поведение отмечается у самцов морфо, хараксес и других.
У многих видов выражен половой диморфизм в размерах и окраске.

### Миграции
Шашечницы и малые перламутровки преимущественно оседлые и держатся, как правило, на определённых участках своего места обитания. Многие же виды нимфалид склонны к миграционному поведению в поисках пищи и кормовых растений для потомства. Некоторые способны при миграциях преодолевать большие расстояния, например, репейница. При миграциях репейницы летят группами, со скоростью 25—30 км/ч и могут преодолевать до 500 км в день. Бабочки летнего поколения репейниц зимуют в Северной и Центральной Африке, где они размножаются и уже новое поколение мигрирует на север, где выводятся летние поколения бабочек. В конце лета особи одного из этих поколений мигрируют обратно в Африку. Весной цикл повторяется снова. Общая протяженность их перелета достигает 4000-5000 км. Как и все насекомые данный вид периодически дает массовые вспышки численности в результате массового размножения резко увеличивает количество мигрирующих особей. Таким образом ежегодно особи репейниц совершают огромные массовые миграции из поколения в поколение. В период миграций бабочки продвигаются на север широким фронтом от Урала до Скандинавии, повсеместно достигая побережий окраинных морей Северного Ледовитого океана. В соответствующих районах на севере они образуют временные поселения (псевдопопуляции) и успешно размножаются. Миграции позволяют бабочкам воспользоваться изменениями ресурсов по мере смены сезонов, перемещаясь на север летом, чтобы избежать жарких температур в Африке, и снова перемещаясь на юг, чтобы избежать холодных зим в северной Европе. Эта картина также отражена в США, где репейницы мигрирует из Мексики в северную часть Соединенных Штатов и Канады.

## Ареал и виды
Около 6100 видов и 559 родов. Широко распространены по всему миру, большей части в тропиках. В России более 130 видов.

## Замечания по систематике
Состав семейства и его систематика является предметом научных дискуссий и исследований. Многие таксоны, рассматриваемые сейчас в ранге подсемейств Нимфалид, как то Danainae, Heliconiinae, Libytheinae, Morphinae, ранее рассматривались в ранге самостоятельных семейств. Спорным является систематическое положение группы Сатириды. Ряд энтомологов включают данный таксон в ранге подсемейства в составе семейства Нимфалид — именно в таком ранге рассматриваются представители данной группы в англоязычной научной литературе. На территории стран бывшего СССР, по традиционной систематике, на основании характерного узнаваемого внешнего облика и особенностей морфологии гениталий самцов за этой группой бабочек преимущественно сохраняют статус самостоятельного семейства.

## Филогения и эволюция

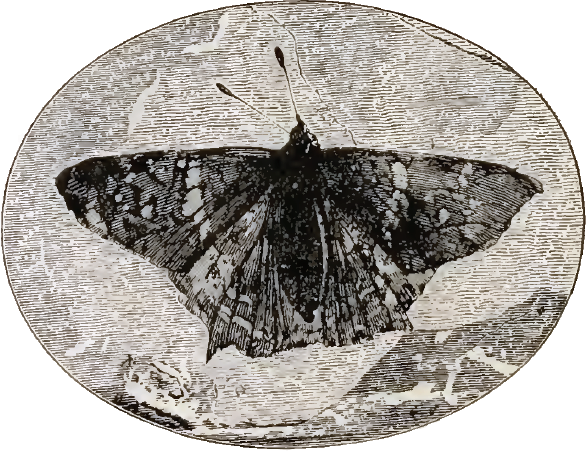
Рисунок окаменелого отпечатка Prodryas persephone

Филогения нимфалид сложна. Некоторые таксоны до сих пор имеют неясную позицию, что отражает тот факт, что некоторые подсемейства ранее были признаны в качестве отдельных семейств из-за недостаточного изучения. Наиболее древний известный ископаемый представитель семейства — Prodryas persephone, известный по единственной необычайно хорошо сохранившейся окаменелости, обнаруженной в 1878 году в отложениях Северной Америки. Окамелесть P. persephone найдена в отложениях позднего эоцена в известной флориссантской формации у Флориссант (Колорадо). Длина переднего крыла бабочки 24,5 мм. Особь полностью сохранилась, включая ротовой аппарат, антенны и даже цветовой рисунок чешуек на крыльях. Ближайшие родственные нимфалиды происходят из современных родов Hypanartia и Antanartia.

## Представители подсемейств

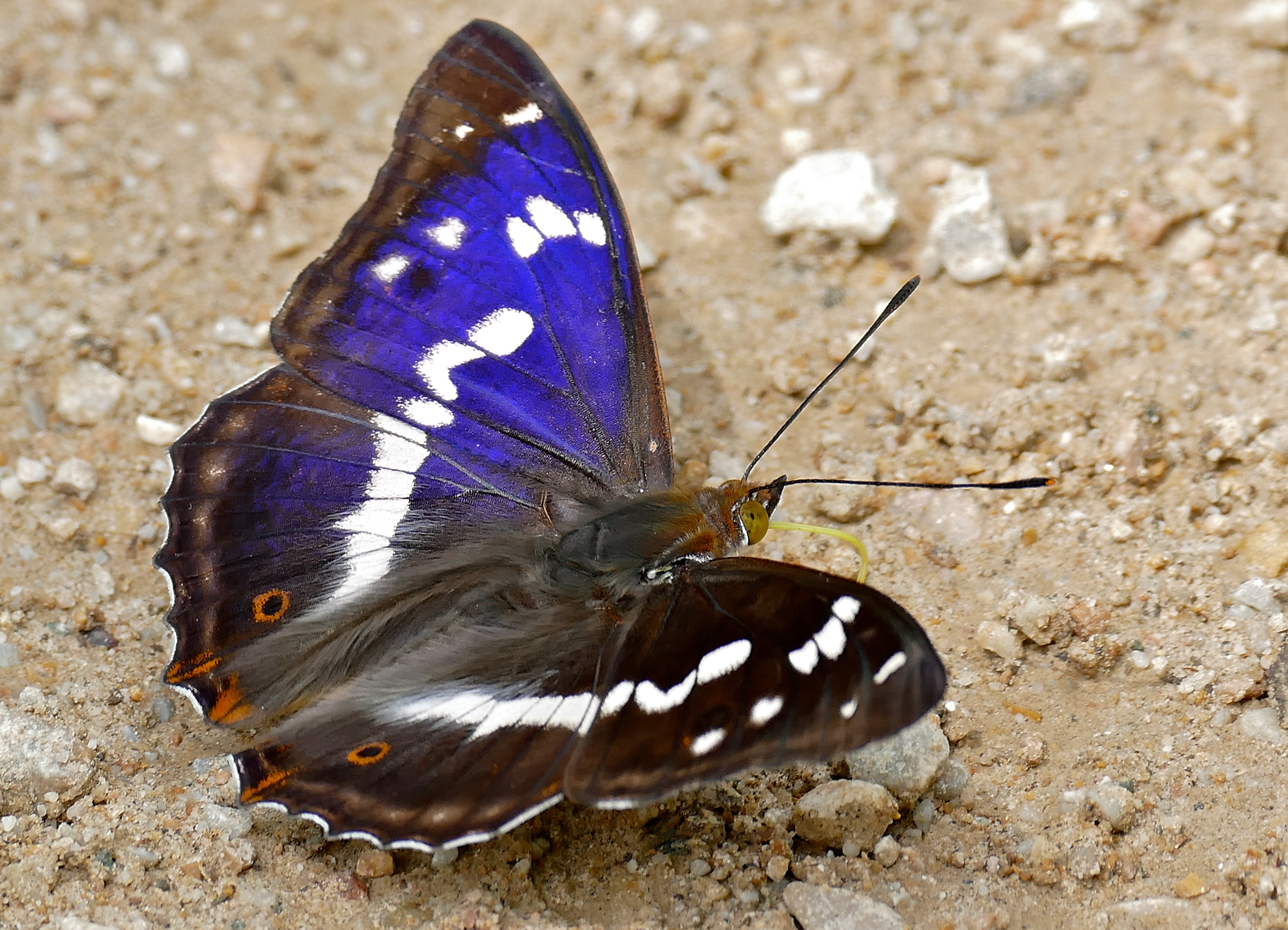
Apatura iris Apaturinae
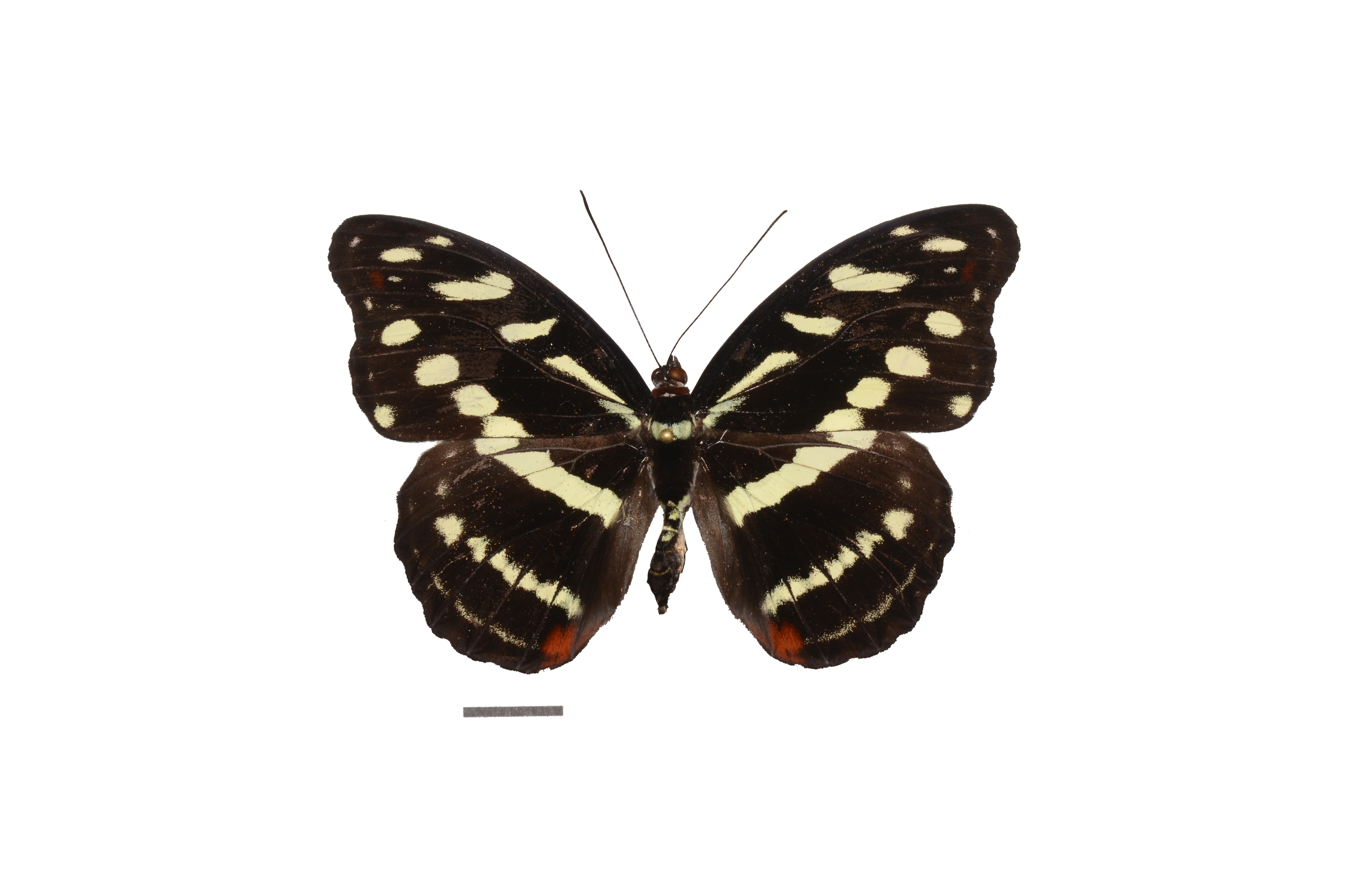
Catonephele orites Biblidinae
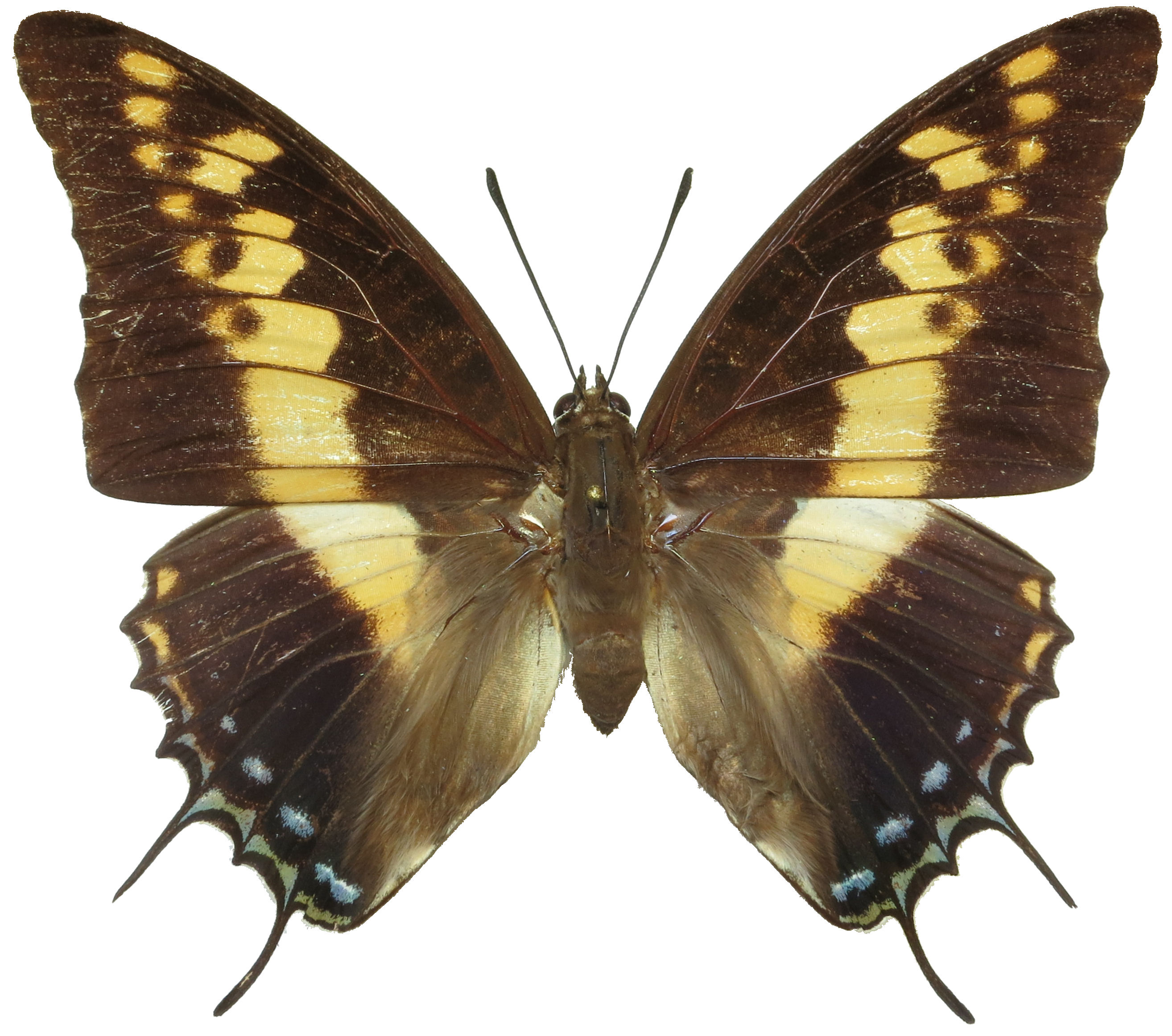
Charaxes castor Charaxinae
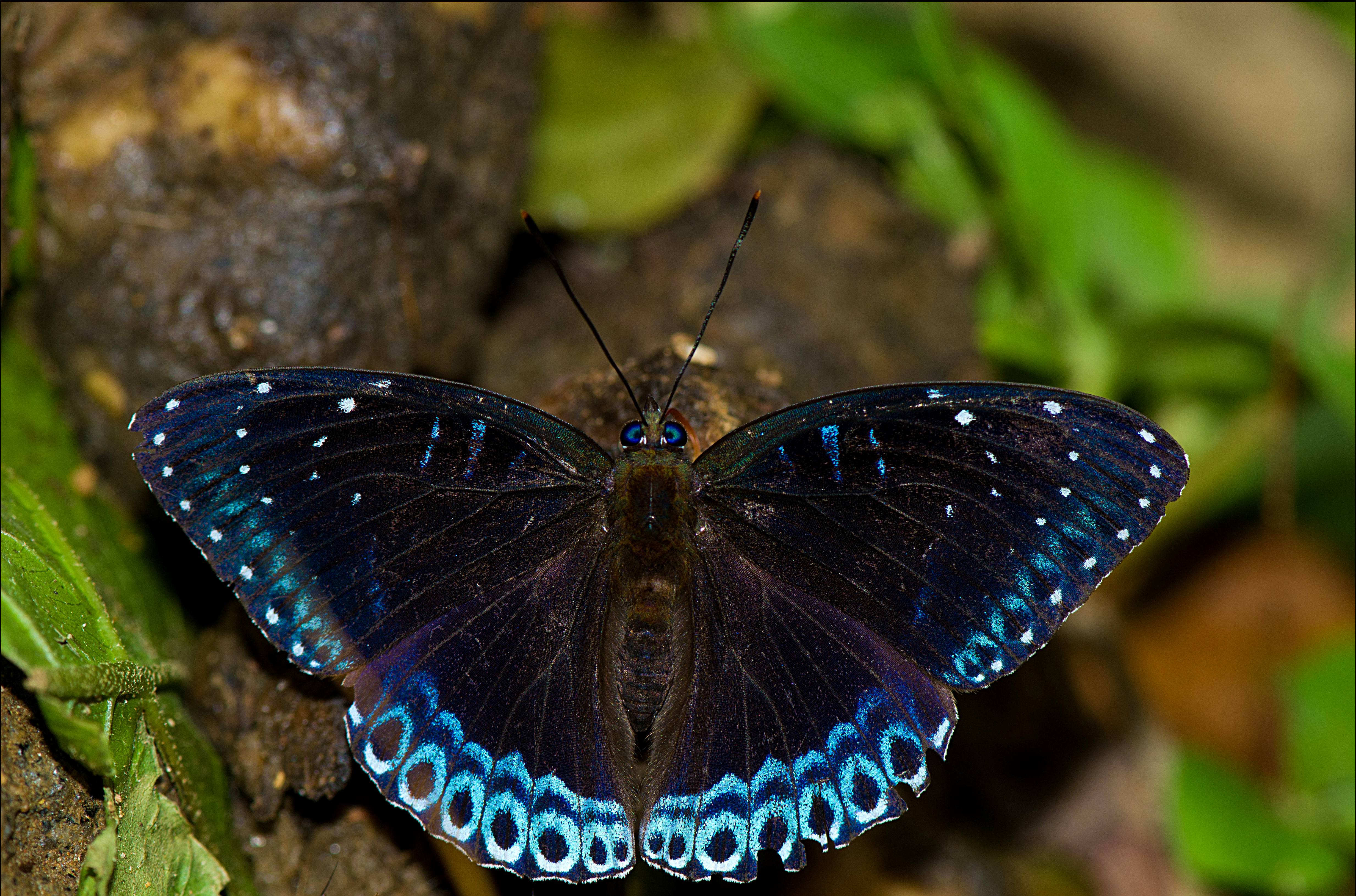
Stibochiona nicea Cyrestinae
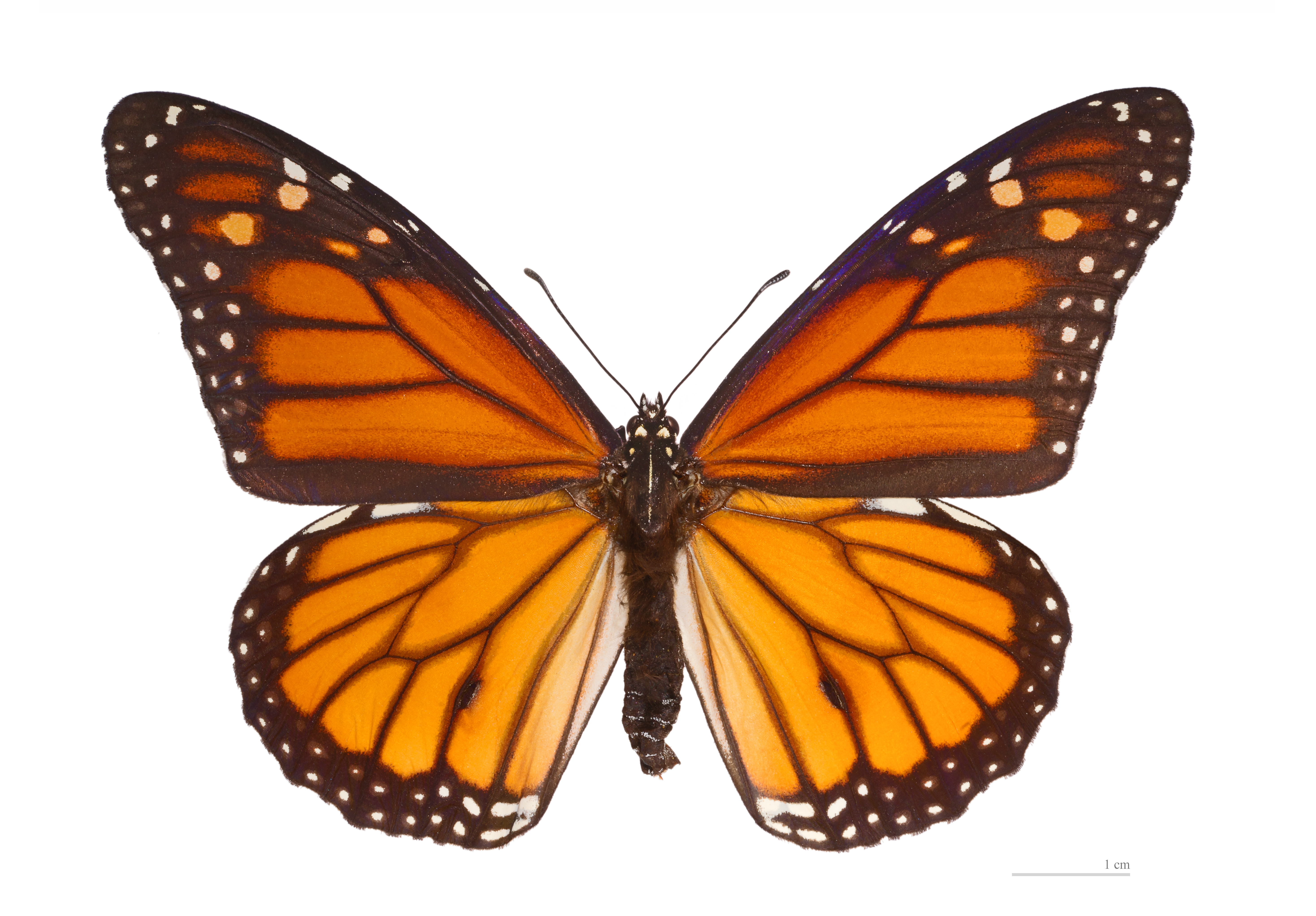
Danaus plexippus Danainae
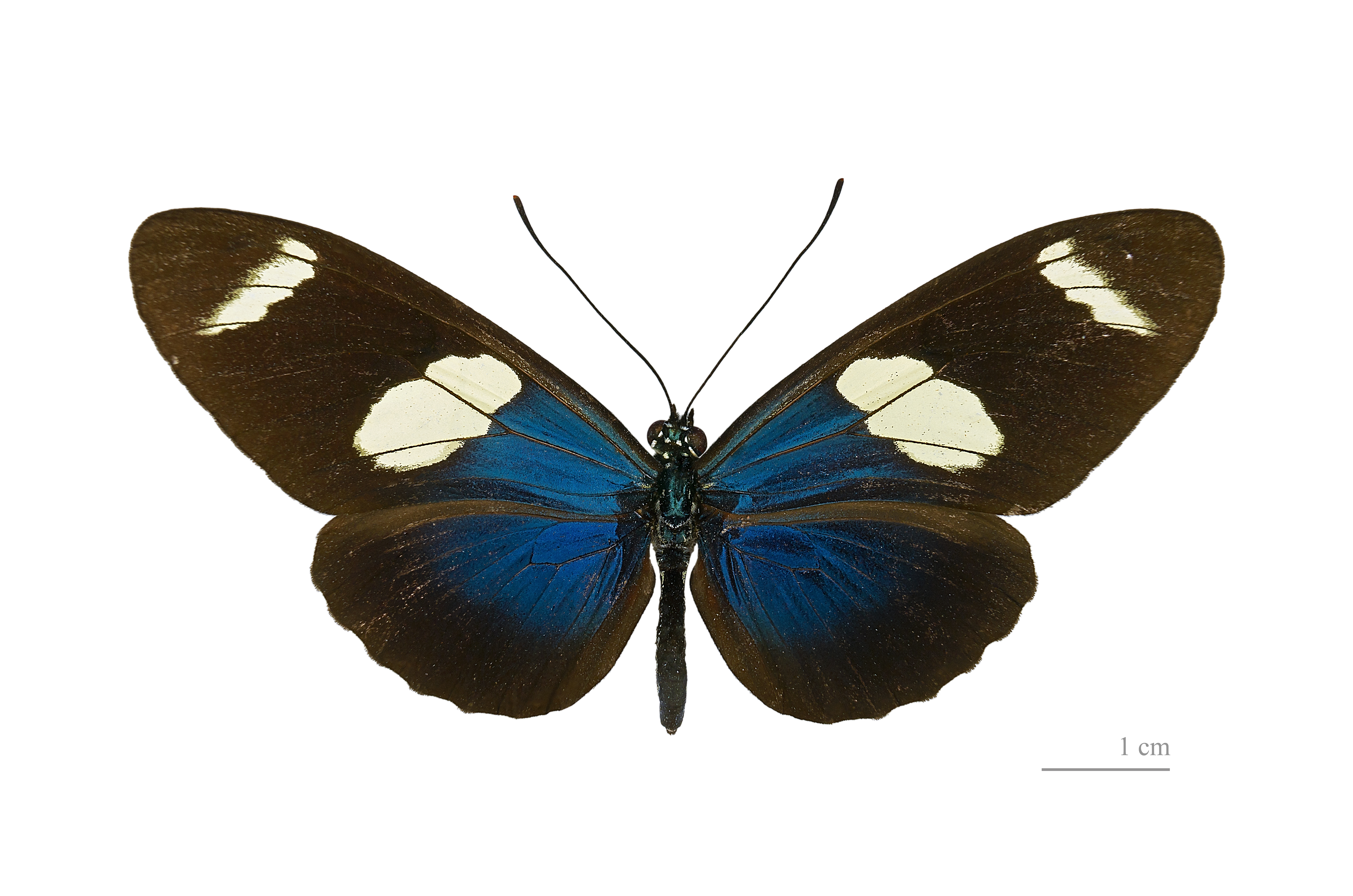
Heliconius sara Heliconiinae
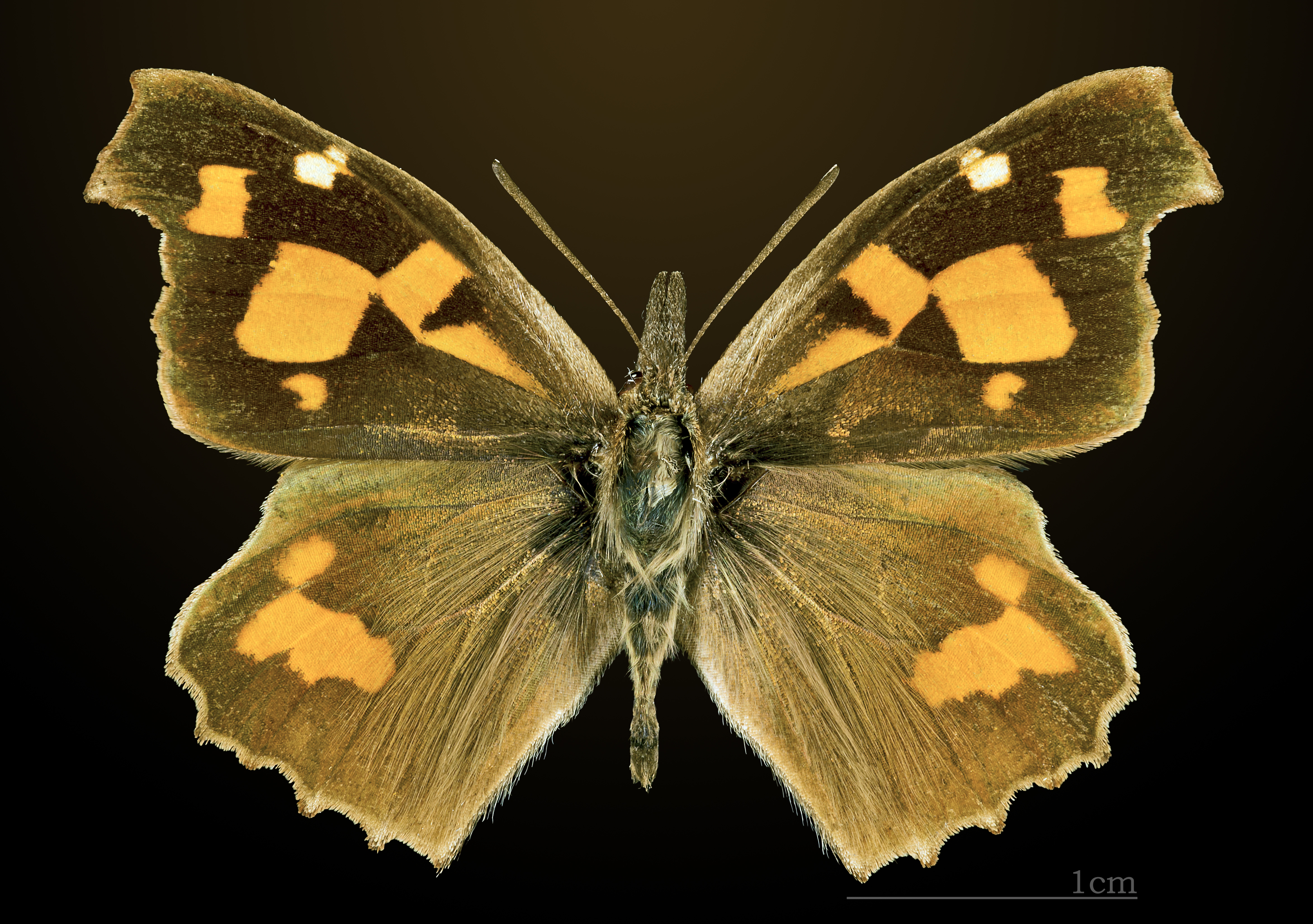
Libythea celtis Libytheinae
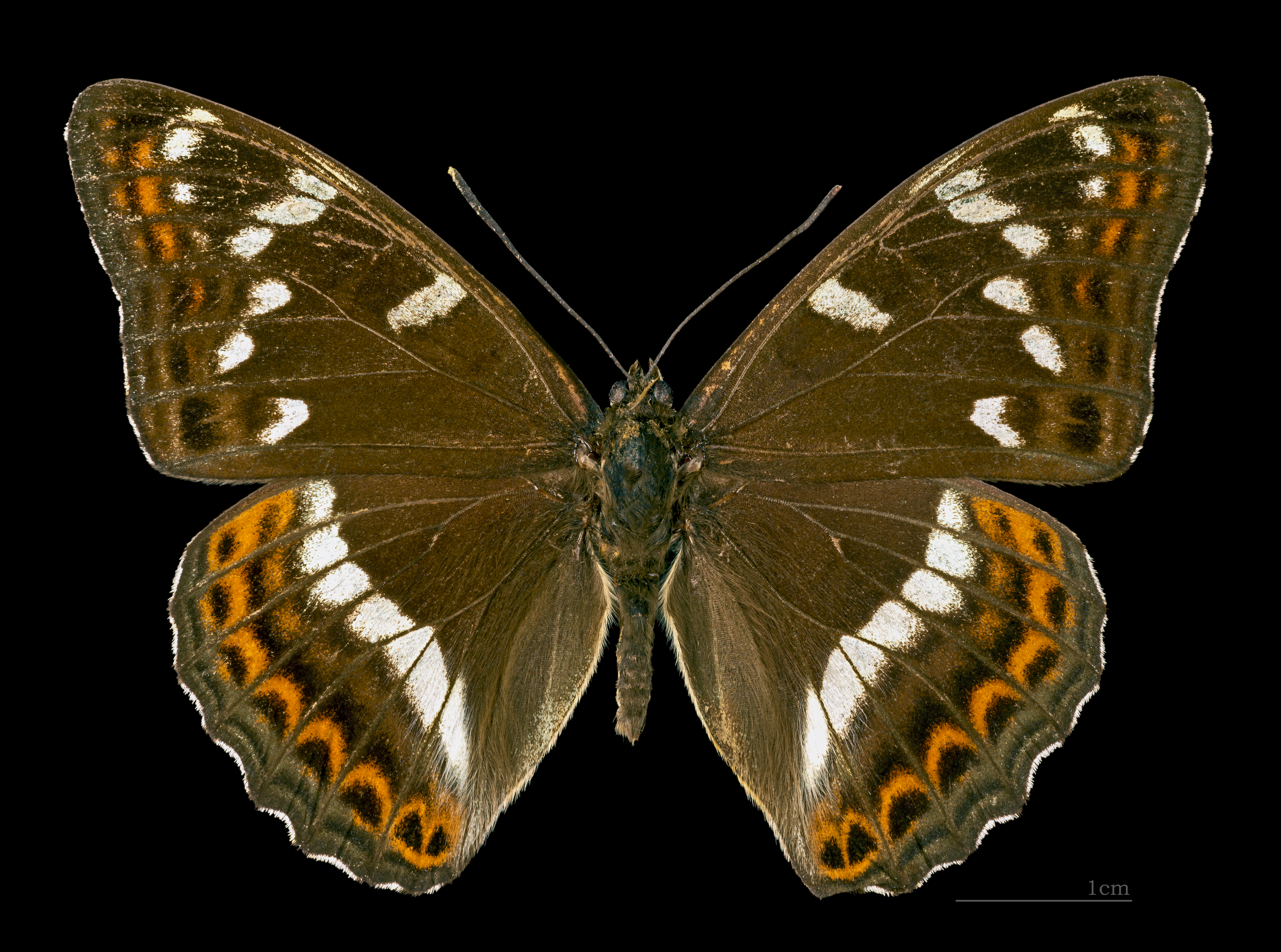
Limenitis populi Limenitidinae
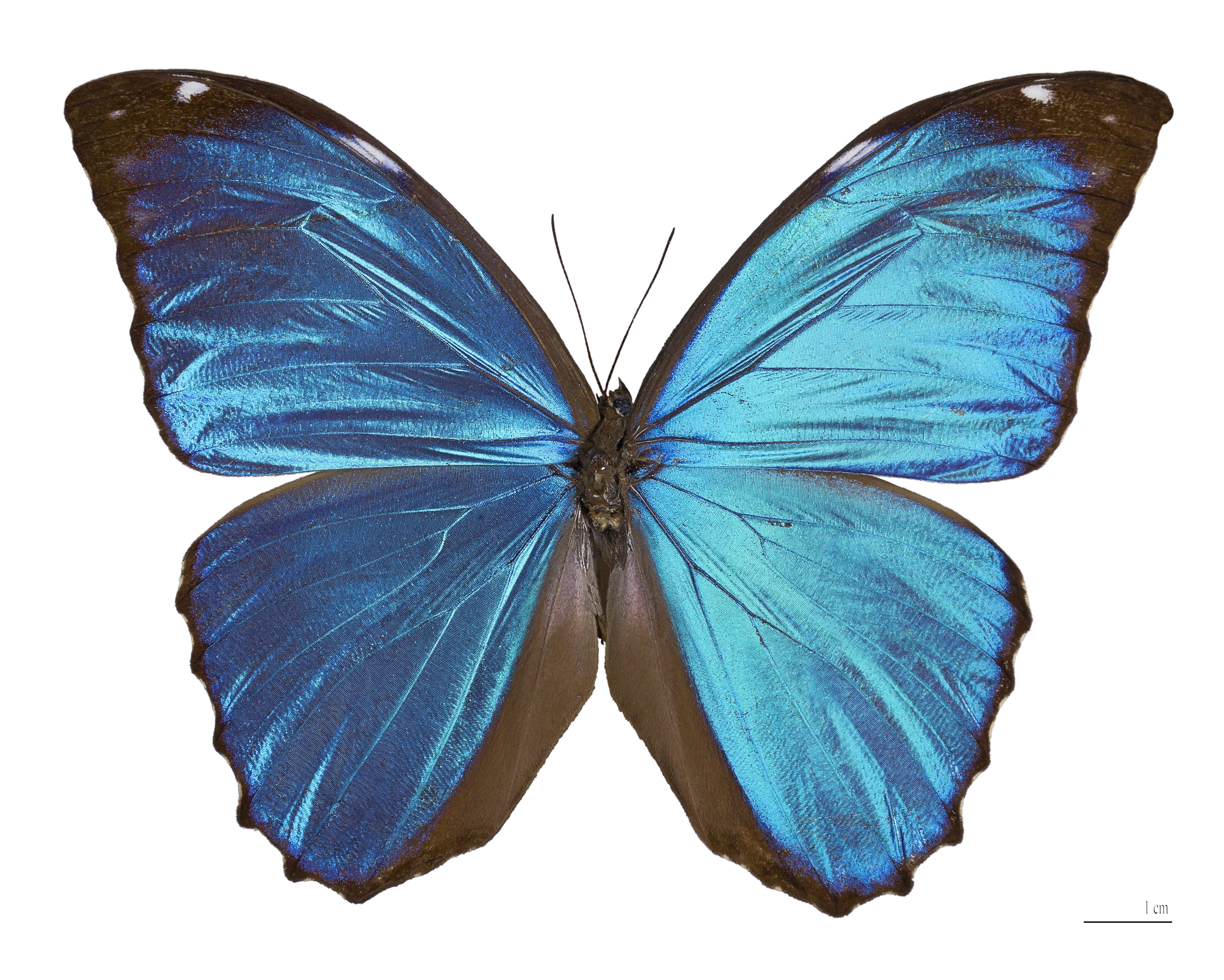
Morpho menelaus Morphinae
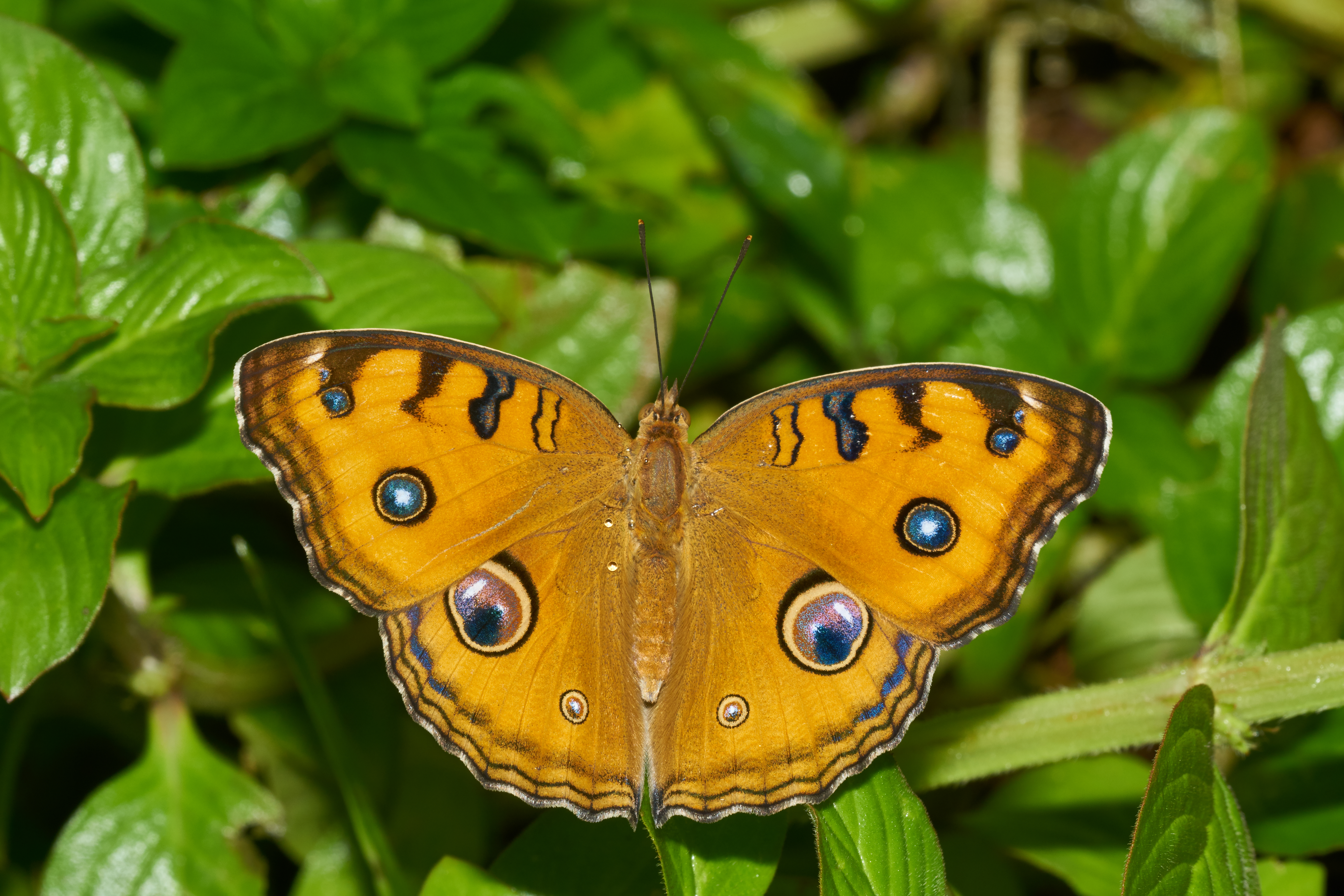
Junonia almana Nymphalinae
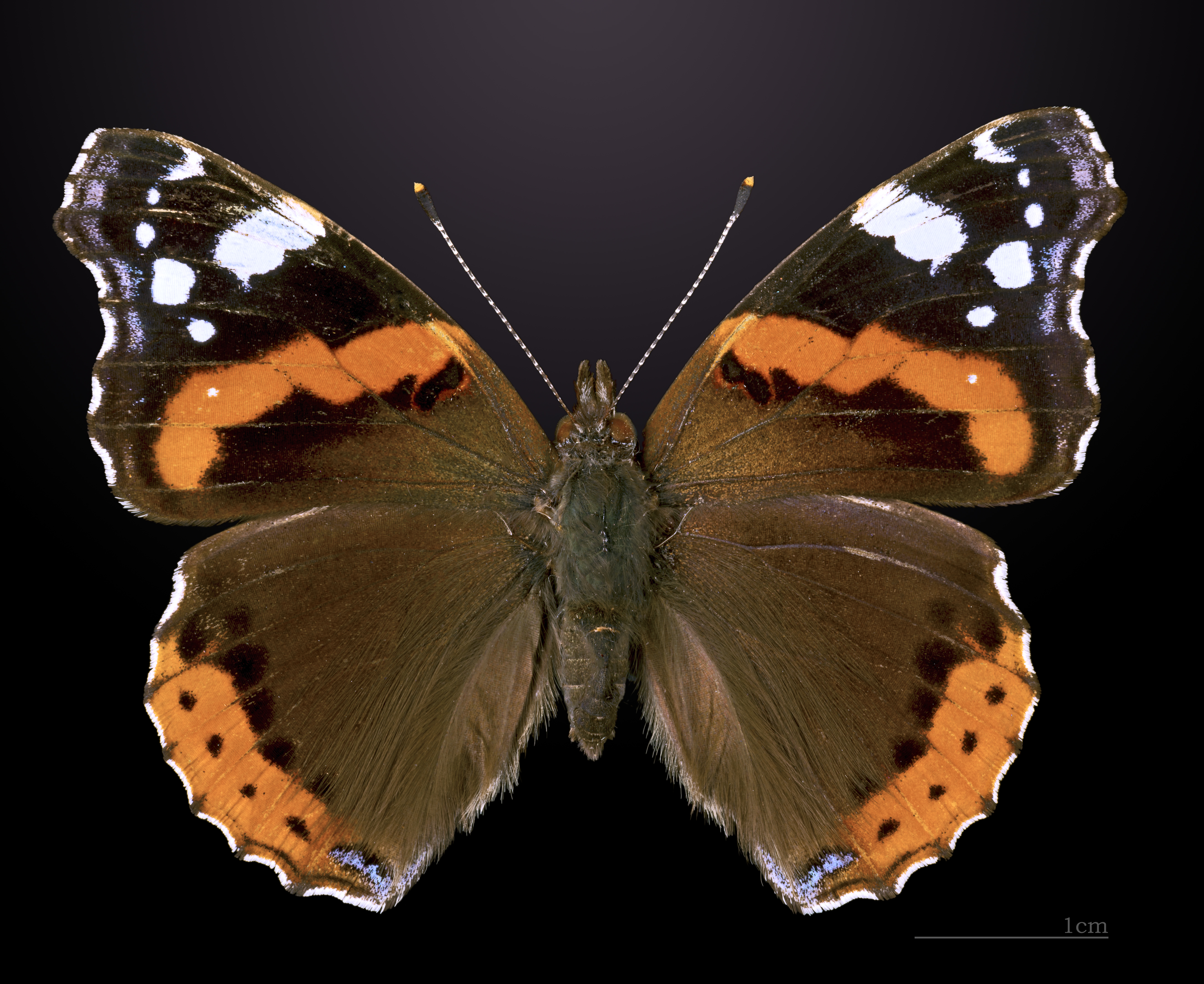
Vanessa atalanta Nymphalinae
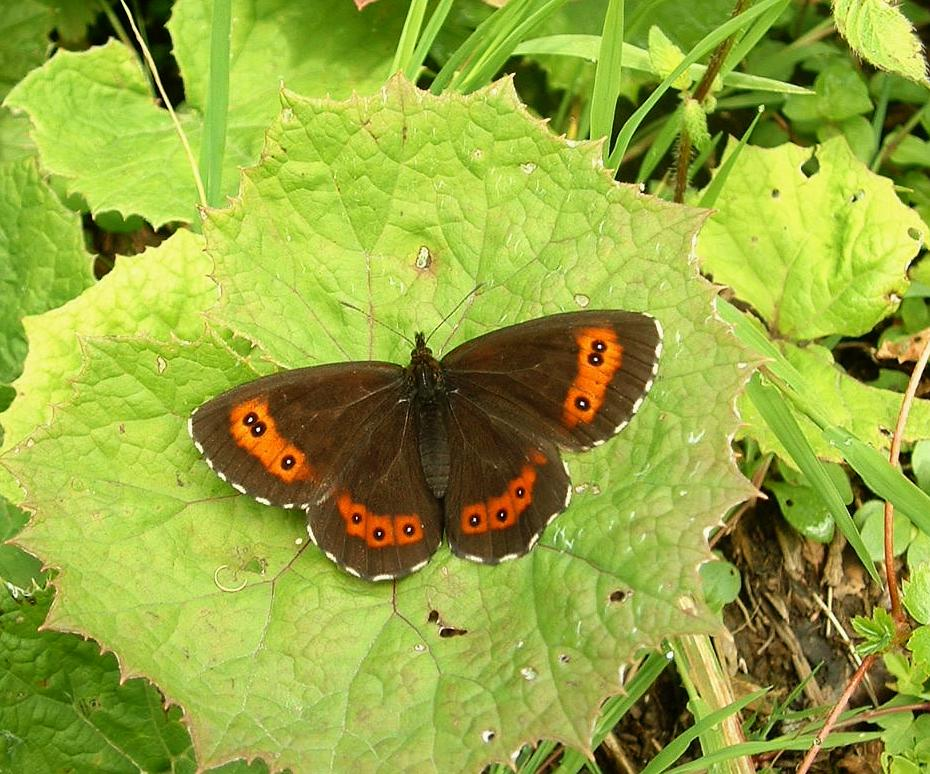
Erebia ligea Satyrinae